# Рамон Мунтанер
Рамо́н Мунтане́р (на каталонски: Ramon Muntaner, на испански: Ramon Muntaner) е каталонски военен и хронист. Живее в периода 1265 – 1336 г.Участник в Каталанската компания 
и съратник на Роже дьо Флор. 